# میربگ
میربگ ، مرکز بخش میربگ شهرستان دلفان در استان لرستان ایران است. این روستا از ادغام فرهادآباد و شهن آباد تشکیل شده است.
بخش میربگ به زبان لکی تکلم میکنند.